# Krigsåret 1874

## Pågående krig
- Tredje carlistkriget (1872-1876)[1]
  - Spanien på ena sidan
  - Karlister på andra sidan

## Händelser
- 27 juni – Andra slaget vid Adobe Walls.
- 14 september – Slaget vid Liberty Place.
- 28 september – Slaget vid Palo Duro Canyon.
- 1 november – Slaget vid Sunset Pass.

## Födda
- 22 april – Wu Peifu, kinesisk general.
- okänt datum – Cyril John Deverell, brittisk fältmarskalk.

## Avlidna
- 18 januari – Carl Magnus Ehnemark, svensk amiral och sjöförsvarsminister.
- 13 februari – Aleksander Lüders, rysk överbefälhavare.
- 11 maj – Franklin Buchanan, amerikansk amiral.

### Fotnoter
1. ↑  ”Chronological List of All Wars”. Arkiverad från originalet den 9 oktober 2014. https://web.archive.org/web/20141009082543/http://www.correlatesofwar.org/COW2%20Data/WarData_NEW/WarList_NEW.pdf. Läst 30 juni 2011.